# Tomáš Hubočan
Tomáš Hubočan (* 17. September 1985 in Žilina) ist ein slowakischer ehemaliger Fußballspieler.

## Karriere

### Verein
Hubočan begann seine Karriere in seiner Heimatstadt bei der U-19 von MŠK Žilina, in deren erste Mannschaft er 2004 aufstieg. 2006 wurde er für ein halbes Jahr an den FC Zlaté Moravce ausgeliehen. Nach seiner Rückkehr nach Žilina stieg er zu einem der besten Verteidiger der slowakischen ersten Liga auf und hatte maßgeblichen Anteil daran, dass sein Verein mit ihm in der Saison 2006/07 mit nur 13 Gegentreffern aus 22 Spielen slowakischer Meister werden konnte.
Durch seine hervorragenden Leistungen hatte er das Interesse internationaler Spitzenklubs geweckt und wechselte schließlich 2008 für eine Ablösesumme von 120 Mio. slowakische Kronen (umgerechnet ca. 3,8 Mio. Euro) zu Zenit Sankt Petersburg, der höchsten Ablösesumme, die bis dato an einen slowakischen Verein gezahlt worden war. Nach Ausfällen in der Innenverteidigung kam Hubočan bei Sankt Petersburg am 30. September 2008 nach bislang nur 11 absolvierten Ligaspielen zu seinem Debüt in der Champions League gegen Real Madrid, wo ihm bereits in der 4. Spielminute ein Eigentor unterlief. In den Spielzeiten 2010 und 2011/12 wurde er mit Zenit russischer Meister sowie im Wettbewerb 2009/10 russischer Pokalsieger.
Nach insgesamt 113 Spielen für Zenit wechselte Hubočan 2014 zu Dynamo Moskau. War ihm in seinen sechs Jahren für Zenit noch kein einziges Ligator gelungen, erzielte er in seiner ersten Saison für Dynamo gleich derer zwei, sein erstes am 4. Dezember 2014 gegen Mordowija Saransk.
Zur Saison 2016/17 wechselte er zu Olympique Marseille und wurde von dort im Sommer 2017 an den türkischen Verein Trabzonspor ausgeliehen. Nach Ablauf dieses Vertrages war er im Sommer 2019 für zwei Monate ohne Verein. Im September 2019 erhielt er einen neuen Vertrag beim zyprischen Verein Omonia Nikosia.
Bis zum Abbruch der Saison infolge der COVID-19-Pandemie bestritt er 11 von 23 möglichen Ligaspielen für Nikosia. Zum Abschlusszeitpunkt führte Nikosia die Tabelle an. In der nächsten Saison waren es 24 von 36 möglichen Ligaspielen, ein Pokalspiel und neun Spiele im Europapokal. Auch diese Saison endete mit der Meisterschaft für Nikosia.
In der Saison 2021/22 waren es 22 von 32 möglichen Ligaspielen, vier Pokalspiele, die mit dem Gewinn des zyprischen Pokals endeten, sieben Spiele im Europapokal sowie das gewonnene Spiel um zyprischen Supercup.
Ende Juli 2022 wechselte er zum Aufsteiger in die First Division und somit Ligakonkurrenten Karmiotissa FC. Hubočan bestritt 27 von 40 möglichen Ligaspielen sowie ein Pokalspiel für den Verein. Nach einem Wechsel zum MŠK Žilina im Sommer 2023 und weiteren 39 Ligaspielen für diesen Verein beendete im Juli 2025 seine aktive Karriere.

### Nationalmannschaft
Hubočan gab sein Debüt für die slowakischen Nationalmannschaft am 10. Dezember 2006 beim 2:1-Sieg im Freundschaftsspiel gegen die Vereinigten Arabischen Emirate. Mittlerweile ist er zu einem der Stammverteidiger seines Landes avanciert. Bei der Fußballweltmeisterschaft 2010 in Südafrika, bei der die Slowakei im Achtelfinale an der Niederlande scheiterte, stand er jedoch nicht im Kader.
Bei der Fußball-Europameisterschaft 2016 in Frankreich wurde er in das Aufgebot der Slowakei aufgenommen. Da er im Vorfeld des Turniers verletzt gewesen war, wurde er in der Auftaktpartie gegen Wales noch geschont. Gegen Russland und England spielte er aber jeweils volle 90 Minuten. Das Team holte 4 Punkte aus den beiden Partien und qualifizierte sich für das Achtelfinale. Gegen Deutschland musste Hubočan aber wieder passen und die Slowakei schied nach einer 0:3-Niederlage aus.
Zur Fußball-Europameisterschaft 2021 wurde er in den slowakischen Kader berufen, kam aber mit diesem nicht über die Gruppenphase hinaus.

## Erfolge
- slowakischer Meister: 2006/07
- russischer Meister: 2010, 2011/12
- Sieger russischer Pokal: 2009/10
- Sieger Russischer Fußball-Supercup|russischer Supercup: 2008, (2011 – ohne Einsatz)
- Zyprischer Meister: 2019/20, 2020/21
- Sieger zyprischer Pokal: 2021/22
- Sieger zyprischer Supercup: 2022